# Avet Terterjan
Avet Terterjan (armensk: Ավետ Տերտերյան , russisk: Авет (Альфред) Рубе́нович Тертерян tr. Avet (Alfred) Rubenovitj Terterjan ; født 29. juli 1929 i Baku, Aserbajdsjanske SSR, død 11. december 1994 i Jekaterinburg) var en armensk sovjetisk komponist.
Terterjan er efter Khatjaturjan den mest kendte armenske komponist. Han var beundret af Dmitrij Sjostakovitj, som spåede ham en stor fremtid som komponist.
Han har skrevet 9 symfonier, orkesterværker, en opera, 2 strygerkvartetter og filmmusik.
Terterian komponerede i moderne stil, fra lange passager af droner og lydhørhed til voldsomme udbrud af atonale klange og perkussive effekter.

## Udvalgte værker
- Symfoni nr. 1 (1969) - for messingblæsere, trommer, klaver, orgel og bas
- Symfoni nr. 2 (1972) - for   mandestemme, blandet kor og stort orkester
- Symfoni nr. 3 (1975) - for duduk, zurna og stort orkester
- Symfoni nr. 4 (1976) - for stort orkester
- Symfoni nr. 5 (1978) - for Kamancheh, store klokker of stort orkester
- Symfoni nr. 6 (1981) - for kammerkor, kammerkorkester og 9 fonogrammer med optagelser af grupper fra et stort symfoniorkester, kor, cembalo og klokkespil
- Symfoni nr. 7 (1987) - for tamburin, bånd og stort orkester
- Symfoni nr. 8 (1989) - for 2 sopraner,  fonogrammer og stort orkester
- Symfoni nr. 9 (ufuldendt) (1994) - for kor, bånd og stort orkester
- Sharakan (1967 - for blandet kor og orkester
- Ringe af ild (1967) - opera
- 2 Strygekvartetter (1963, 1991) - for 2 violiner, bratsch og cello
- De gamle guder (1993) - filmmusik
- Vores far (1996) - filmmusik